# Mercedes Lackey

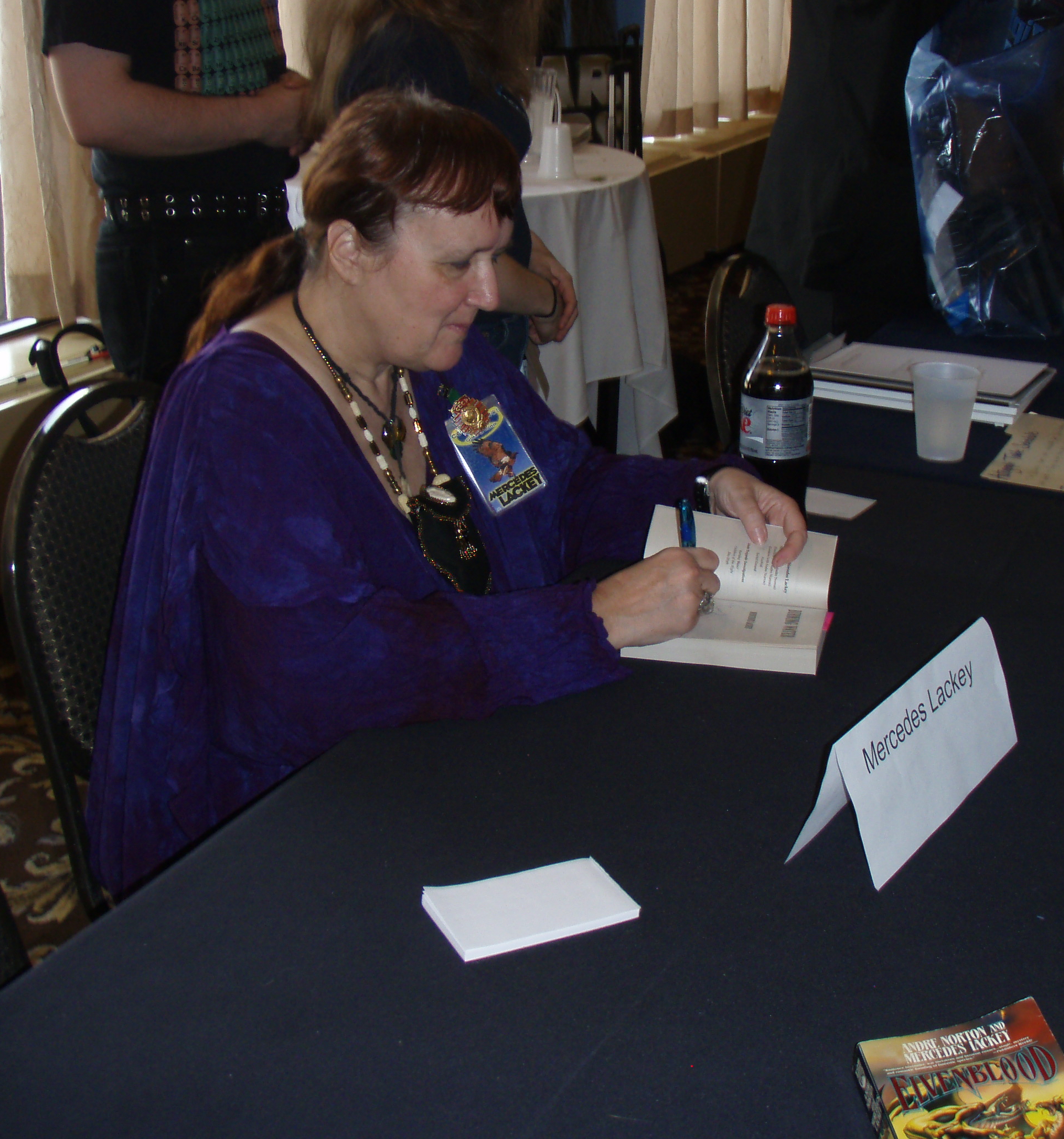
Mercedes Lackey

Mercedes Lackey ou Misty Lackey (n. 24 de Junho de 1950) é uma escritora norte-americana de romances de fantasia para adultos.
Ela nasceu em Chicago. Seu nascimento impediu que seu pai fosse chamado para servir na Guerra da Coréia.
Ela publicou mais de 140 livros e escreve romances a uma taxa média de 5,5 por ano. Ela foi considerada uma das "escritoras de ficção científica e fantasia mais prolíficas de todos os tempos". Em 2021, Lackey foi nomeada a 38º Grão-Mestre Damon Knight Memorial.